# 羽生站
羽生站（日语：／ Hanyū eki */?）是一個位於埼玉縣羽生市南一丁目，屬於東武鐵道、秩父鐵道的鐵路車站。
此站有東武鐵道的伊勢崎線與秩父鐵道的秩父本線（秩父線）停靠，是兩線轉乘站。

## 歷史
- 1903年（明治36年）4月23日：東武鐵道車站開業。
- 1921年（大正10年）3月30日：北武鐵道（當時）開業。
- 1922年（大正11年）8月：北武鐵道與秩父鐵道合併。
- 1992年（平成4年）9月21日：本站 - 川俣間複線化，廢除本站起訖列車。
- 2004年（平成16年）10月22日：跨站式站房啟用[1]。東武鐵道與秩父鐵道的剪票口獨立。
- 2006年（平成18年）3月18日：東武鐵道車站2面4線化。
- 2012年（平成24年）3月17日：東武鐵道車站導入車站編號TI 07。
- 2013年（平成25年）3月26日：東武鉄道車站導入發車音樂。

## 車站結構

從站房望向西北方（館林站、行田市站方向）所見之車站全景。右側的複線是東武伊勢崎線，左邊轉彎的是秩父本線。前面停車中的是秩父鐵道車輛，右邊行駛中的是剛離站的東武鐵道車輛。

此站採跨站式站房設計，站內空間兼做東西自由通道。東武鐵道、秩父鐵道有各自的檢票口。以前本站是東武鐵道的管轄站，檢票口共用，但在跨站式站房完成的2004年（平成16年）10月22日起，雙方剪票口分離。

### 東武鐵道
本站是島式月台2面4線的地面車站。車站業務已委託給東武車站服務。車站編號TI 07。
2006年（平成18年）3月18日改點後，上行月台新設待避線（1號線），原先在川俣站待避特急「兩毛」的列車改在本站待避。
以前位於利根川橋梁兩側的本站與川俣站之間為單線區間，因此有許多準急列車在本站折返，之後在1988年（昭和63年）8月9日改點減少上下2往返車次，1992年（平成4年）9月21日改點完成本站 - 川俣站間的複線化。從此廢除本站折返的準急列車。但若是誤點時，仍可開出本站折返的列車。
透過本站的秩父鐵道，可進行新車輛運送、東上線車輛檢査及車輛回送。

#### 月台配置

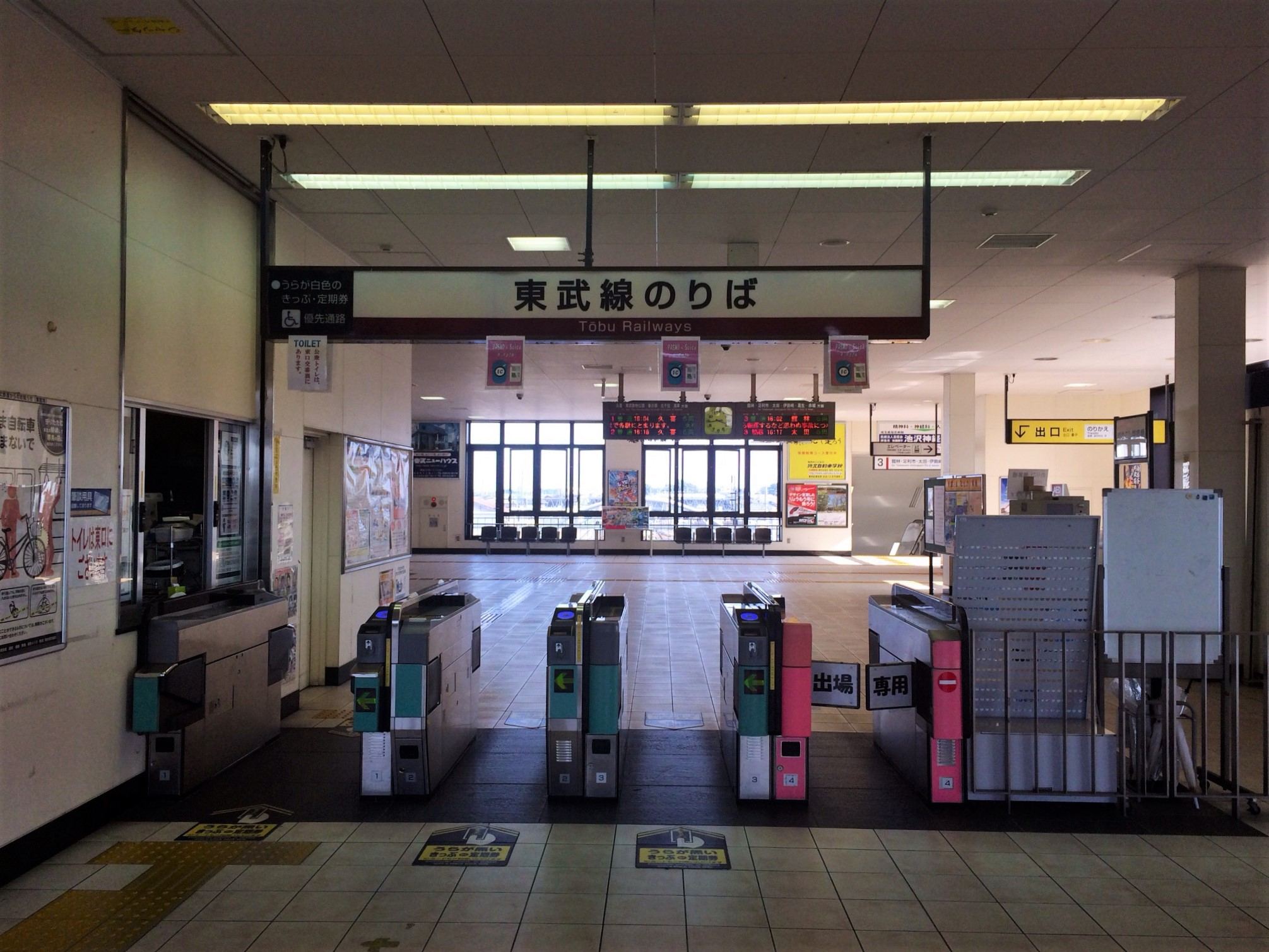
東武伊勢崎線剪票口（2016年8月）

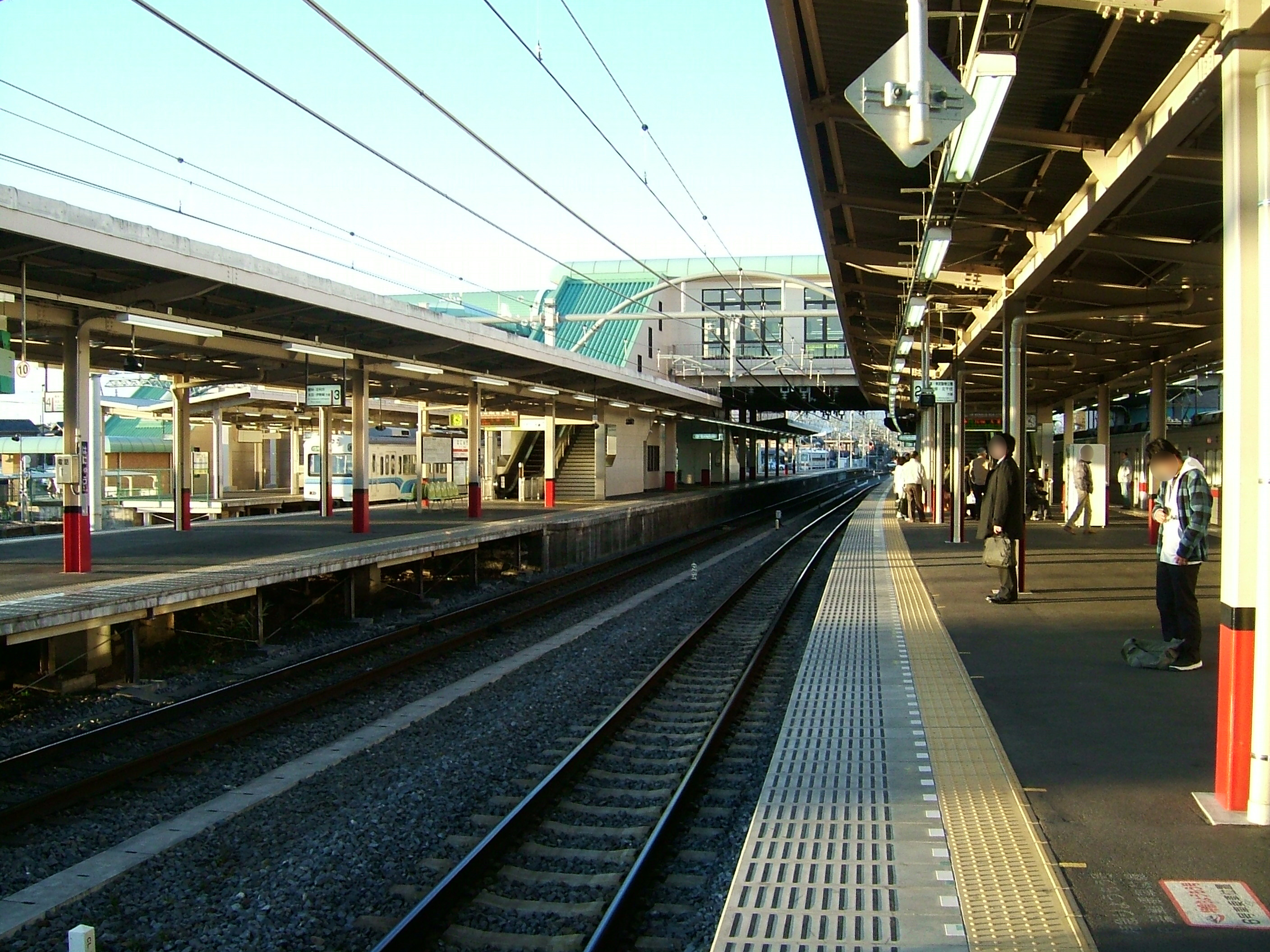
東武伊勢崎線月台（2008年1月）

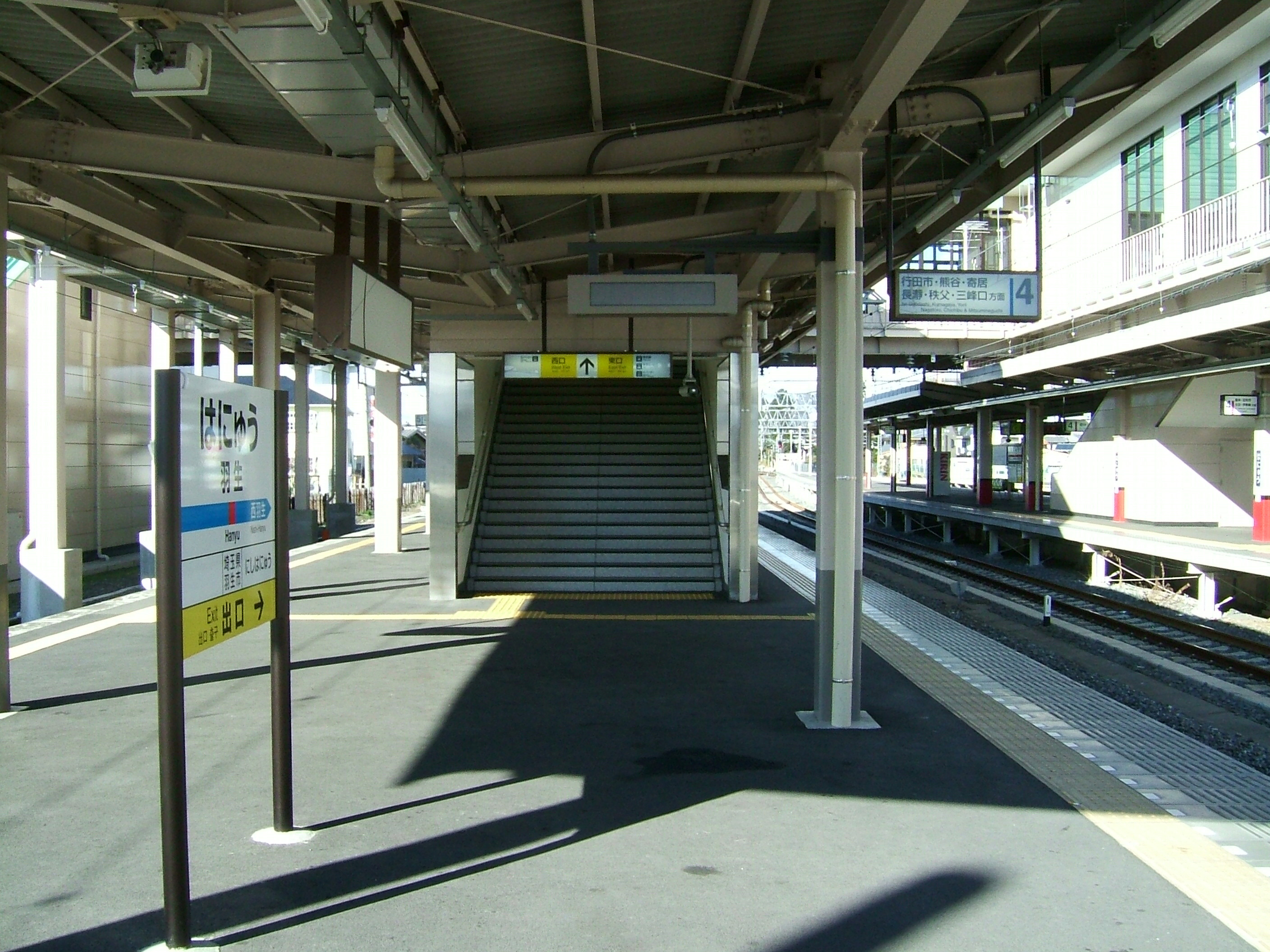
秩父本線月台（2008年1月）

| 月台 | 路線     | 方向 | 目的地                                                         |
| ---- | -------- | ---- | -------------------------------------------------------------- |
| 1、2 | 伊勢崎線 | 上行 | 久喜、東武動物公園、 東武晴空塔線 北千住、東京晴空塔、淺草方向 |
| 3、4 | 伊勢崎線 | 下行 | 館林、足利市、太田方向                                         |

### 秩父鐵道
本站是島式月台1面2線的地面車站，為秩父鐵道直營站。
在東武鐵道設置新月台（現在的1號線）以前，東武鐵道月台為1 - 3號線（現在的2 - 4號線），秩父鉄道月台為4、5號線。新月台完成後，東武鐵道重新對月台編號，但秩父鐵道仍維持舊有編號，使得羽生站同時有兩個4號線。
本站月台採用JR東日本樣式的站名標。
跨站式站房啟用以前，月台上有蕎麥麵店。

#### 月台配置
| 月台 | 路線    | 目的地                                     |
| ---- | ------- | ------------------------------------------ |
| 4、5 | ■秩父線 | 行田市、熊谷、寄居、長瀞、秩父、三峰口方向 |

## 使用情況
- 東武鐵道 - 2017年度1日平均上下車人次為14,264人[3]。
- 秩父鐵道 - 2017年度1日平均上車人次為2,455人[4]。
  - 在秩父本線35個車站當中僅次於熊谷站排行第2位。

近年一日平均上下、上車人次的推移如下表。
| 年度               | 東武鐵道           | 東武鐵道         | 秩父鐵道           | 秩父鐵道         |
| 年度               | 1日平均 上下車人次 | 1日平均 上車人次 | 1日平均 上下車人次 | 1日平均 上車人次 |
| ------------------ | ------------------ | ---------------- | ------------------ | ---------------- |
| 1998年（平成10年） | 14,378             |                  |                    |                  |
| 1999年（平成11年） | 14,131             | 6,977            | 4,366              | 2,124            |
| 2000年（平成12年） | 14,046             | 6,942            | 4,386              | 2,107            |
| 2001年（平成13年） | 13,802             |                  | 4,339              | 2,080            |
| 2002年（平成14年） | 13,800             |                  | 4,380              | 2,091            |
| 2003年（平成15年） | 13,840             | 6,871            | 4,425              | 2,126            |
| 2004年（平成16年） | 13,985             | 6,989            | 4,552              | 2,234            |
| 2005年（平成17年） | 13,972             | 7,030            | 4,684              | 2,378            |
| 2006年（平成18年） | 14,034             | 7,044            | 4,697              | 2,394            |
| 2007年（平成19年） | 14,308             | 7,221            | 4,761              | 2,438            |
| 2008年（平成20年） | 14,488             | 7,318            | 4,992              | 2,542            |
| 2009年（平成21年） | 14,188             | 7,150            | 4,901              | 2,507            |
| 2010年（平成22年） | 14,229             | 7,159            | 4,943              | 2,527            |
| 2011年（平成23年） | 14,408             | 7,173            | 4,994              | 2,576            |
| 2012年（平成24年） | 14,840             | 7,371            | 5,146              | 2,635            |
| 2013年（平成25年） | 14,840             | 7,384            | 5,092              | 2,617            |
| 2014年（平成26年） | 14,588             | 7,273            | 5,173              | 2,659            |
| 2015年（平成27年） | 14,664             | 7,336            | 5,093              | 2,623            |
| 2016年（平成28年） | 14,255             | 7,152            | 5,011              | 2,580            |
| 2017年（平成29年） | 14,264             | 7,149            | 4,772              | 2,455            |

## 車站周邊
- 羽生市役所
- 羽生市中央公園
- 羽生市體育館
- 羽生市民廣場
- 羽生市產業文化會館
- Workhills羽生
- 羽生市立圖書館（日语：羽生市立図書館）、鄉土資料館
- 羽生市中央公民館
- 羽生郵便局（日语：羽生郵便局）
- 國道122號

- 埼玉純真短期大學

- 埼玉縣立羽生高等學校（日语：埼玉県立羽生高等学校）

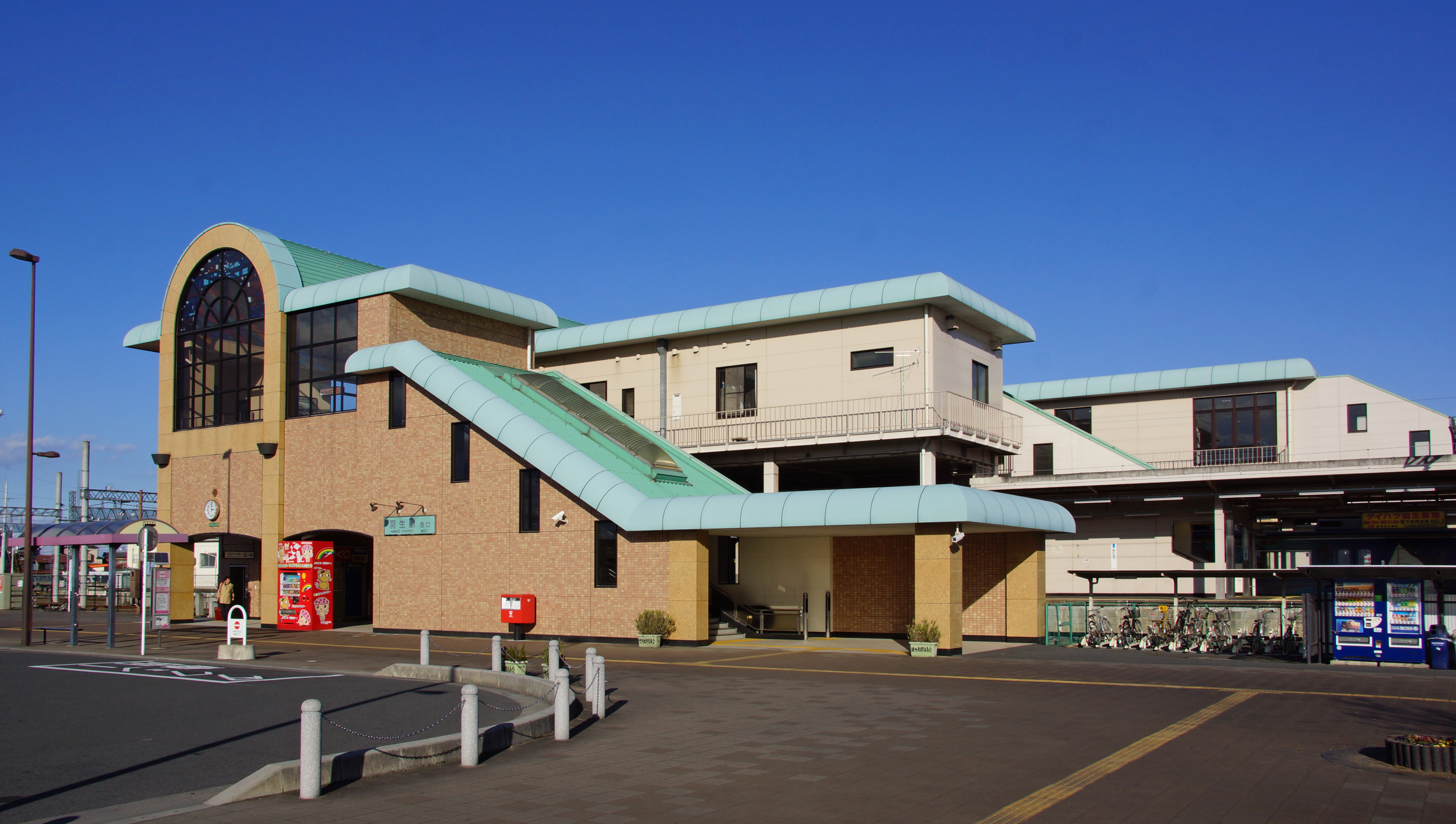
西口（2017年1月）

- 埼玉縣立羽生第一高等學校（日语：埼玉県立羽生第一高等学校）
- 埼玉縣立羽生實業高等學校（日语：埼玉県立羽生実業高等学校）
- 建福寺 - 田山花袋小說『田舍教師』的原型－小林秀三之墓所在地。
- 大天白公園（大天白神社） - 藤祭。
- 日本精工埼玉工場
- 永旺夢樂城羽生（日语：イオンモール羽生）

## 路線巴士
| 乘車處     | 系統               | 主要行經地                                           | 目的地         | 運行業者       | 備註     |
| ---------- | ------------------ | ---------------------------------------------------- | -------------- | -------------- | -------- |
| 羽生站西口 | 永旺夢樂城羽生線   | 羽生綜合醫院                                         | 永旺夢樂城羽生 | 平成Enterprise |          |
| 羽生站西口 | 川俣、新鄉路線     | 下新鄉北、新鄉站、本川俣、羽生站東口                 | 市役所         | AI AI BUS      | 平日運行 |
| 羽生站西口 | 川俣、新鄉路線     | 榮町                                                 | 市役所         | AI AI BUS      | 平日運行 |
| 羽生站西口 | 須影、岩瀨路線     | 下新城中、南羽生站、文化會館、羽生站東口             | 市役所         | AI AI BUS      | 平日運行 |
| 羽生站西口 | 須影、岩瀨路線     | 宮田團地入口                                         | 市役所         | AI AI BUS      | 平日運行 |
| 羽生站東口 | 川俣、新鄉路線     | 本川俣、別所、新鄉站、羽生站西口                     | 市役所         | AI AI BUS      | 平日運行 |
| 羽生站東口 | 須影、岩瀨路線     | 文化會館、南羽生站、下新城中、羽生站西口             | 市役所         | AI AI BUS      | 平日運行 |
| 羽生站東口 | 手子林、三田谷路線 | 北袋集會所、南羽生站、三田谷2區、羽生站東口          | 市役所         | AI AI BUS      | 平日運行 |
| 羽生站東口 | 手子林、三田谷路線 | 北袋、三田谷2區、南羽生站、羽生站東口                | 市役所         | AI AI BUS      | 平日運行 |
| 羽生站東口 | 井泉、村君路線     | 中央公園入口、井泉公民館前、天空運動公園、羽生站東口 | 市役所         | AI AI BUS      | 平日運行 |
| 羽生站東口 | 井泉、村君路線     | 稻子集會場、天空運動公園、井泉公民館前、羽生站東口   | 市役所         | AI AI BUS      | 平日運行 |
| 羽生站東口 |                    |                                                      | 市役所         | AI AI BUS      | 平日運行 |

## 相鄰車站
東武鐵道
 伊勢崎線
- ■特急「兩毛」部分停車站、■特急「Revaty兩毛」停車站

■區間急行、■區間準急、■普通
南羽生（TI 06）－羽生（TI 07）－川俁（TI 08）
秩父鐵道
秩父本線
急行「秩父路」
羽生－行田市
普通
羽生－西羽生

## 外部連結
- 羽生（車站資訊） - 東武鐵道
- 秩父鐵道 羽生站 （页面存档备份，存于）